# Aquila (авіаносець)
«А́квіла» (італ. Aquila — «Орел») — італійський авіаносець часів Другої світової війни

## Історія створення
Авіаносець «Аквіла» був збудований як лайнер «Рома» (італ. Roma) у 1926 році на верфі «Sestri Ponente» у Генуї для судноплавної компанії «Navigazione Generale Italiana». У середині 1930-х років його планувалось переобладнати в гідроавіаносець, але у той час проект залишився нереалізованим. Але після нападу на Таранто 11-12 листопада 1940 року було вирішено екстрено поповнити італійський військово-морський флот авіаносцями, і у січні 1941 року почалась розробка проекту перетворення «Роми» у повноцінний авіаносець.

## Конструкція

### Корпус
Перебудова корабля, який отримав назву «Аквіла», була досить суттєвою. Корпус був подовжений, оснащений булями, внутрішня частина яких була залита бетоном. Всередині корпусу змонтували додаткові поздовжні перебірки, а погреби боєзапасу та авіаційного бензину захистили 80-мм бронею. Румпельне відділення захистили 30-мм бронею.
Швидкість «Роми» (20 вузлів) була недостатньою, тому на кораблі повністю замінили силову установку. Нова силова установка була уніфікована з крейсерами типу «Капітані Романі». З одного боку діаметральної площини корабля розміщувались парові турбіни, з іншого — котли. З новою силовою установкою корабель мав би розвивати швидкість 30 вузлів, та мати дальність плавання 5 500 миль на швидкості 18 вузлів.
Авіаносець був оснащений двома катапультами, двома літакопідйомниками та 4 аерофінішерами німецького виробництва (за деякими даними, їх зняли з авіаносця «Граф Цеппелін»). Літаки мали злітати за допомогою катапульт та візків німецького виробництва. Хоча такий спосіб запуску літаків, був незручним, проте він дозволяв розмістити на палубі додатково 10 літаків.

### Авіагрупа
Ангар авіаносця мав розміри 160×18 м, і міг вмістити лише 26 літаків Reggiane Re.2001, оскільки крила у цього літака не складались. Ще 15 літаків планувалось підвісити в ангарі, таким чином, загальна кількість літаків мала становити 51 машину. У випадку прийому на озброєння Re.2001G зі складними крилами на авіаносці могли розміститись 66 машин.
Запас авіаційного палива становив 372 000 л.

### Озброєння
Артилерійське озброєння авіаносця складалось з восьми 135-мм гармат «OTO/Ansaldo 135/45», знятих з недобудованих крейсерів. Зенітне озброєння складалось з 12 65-мм гармат «65/64 Mod. 1939» та 132 x 20-мм гармат «Breda 20/65 Mod. 1935»

## Історія використання

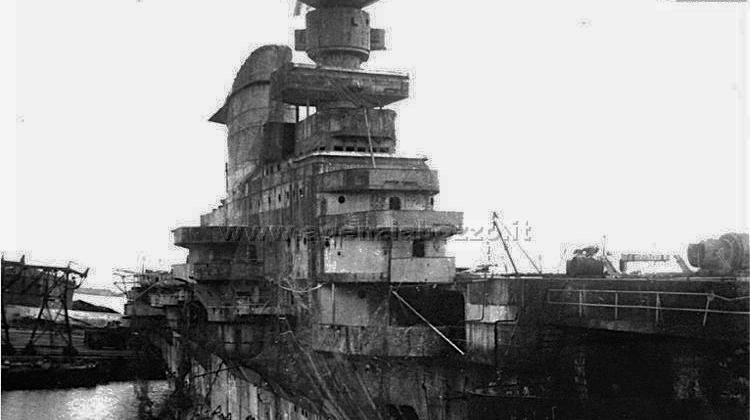
Авіаносець «Аквіла», пошкоджений внаслідок нальоту авіації союзників

Авіаносець «Аквіла» проходив переобладнання з серпня 1941 року по вересень 1943 року в Генуї, але після капітуляції Італії був захоплений німцями.
16 червня 1944 року корабель був пошкоджений під час нальоту авіації союзників, 19 квітня 1945 року потоплений італійськими бойовими плавцями.
Після війни, у 1949 році корабель був піднятий та відбуксований для ремонту в Ла-Спецію, але зрештою у 1951—1952 роках був розібраний на метал.